# 奧地利的瑪麗亞納
玛丽亚纳（西班牙語：Mariana，1634年12月24日—1696年5月16日）是西班牙王后和奥地利女大公。她的丈夫是国王費利佩四世。
她是神圣罗马皇帝斐迪南三世和西班牙公主的女兒。身为經常家族內通婚的哈布斯堡家族成员之一，她原本是要嫁给表哥、西班牙王太子巴爾塔薩·查爾斯。可是十六岁的巴爾塔薩·查爾斯卻因患上天花而去世。西班牙王太子的死也使他的父亲国王腓力四世没有了王位继承人（他的妻子几年前已逝世）。最终在1649年，十四岁的玛丽亚纳嫁给了她的四十四岁的舅父腓力四世。
她一共诞下五个孩子，其中只有两个孩子活下来。她的长女瑪加麗塔·特蕾莎是名画宮女中的主角，后来也嫁给舅父、瑪麗亞納的弟弟成为神圣罗马皇后。幼子卡洛斯二世是哈布斯堡王室最后一位西班牙国王并因父母近親通婚的关系而严重殘障。